# Петерслар
Петерслар (нем. Peterslahr) — община в Германии, в земле Рейнланд-Пфальц. 
Входит в состав района Альтенкирхен-Вестервальд. Подчиняется управлению Фламмерсфельд.  Население составляет 288 человек (на 31 декабря 2010 года). Занимает площадь 3,31 км².